# Fragmentum de iure fisci
Das Fragmentum de iure fisci sind zwei Pergamentblätter fiskalrechtlichen Inhalts, die mit einem Blatt aus den gaianischen Institutionen und Fragmenten theologischen Lesestoffes zu einer Sammelhandschrift zusammengefügt sind. Entdeckt hat sie 1816 Barthold Georg Niebuhr in der Kapitularbibliothek von Verona, Auffindort gleichzeitig des Gaiuspalimpsests, verborgen unter einer Hieronymushandschrift.
Die beiden Blätter – die auf etwa 530 n. Chr. datiert werden – enthalten je zwei Spaltensätze zu 24 Zeilen, wobei die obersten zwei bis drei Zeilen irgendwann weggeschnitten worden waren. Stil und Methode des Textes deuten, trotz der Verwendung von Komposita, auf originäre Entwürfe der klassischen Rechtswissenschaft hin, möglicherweise sogar Ulpian, möglicherweise aber auch Iulius Paulus. Eine Entstehung in der (post-)diokletianischen Ära gilt als irrige Annahme. Vermutet wird, dass das Fragment einer fiskalrechtlichen Monographie oder einem thematisch umfassenderen Werk zugehörig war.

## Ausgaben
- Paul Krüger (Hrsg.): Fragmentum de iure fisci. Leipzig 1868 (Digitalisat).